# Ralph Bergmann (Informatiker)
Ralph Bergmann (* 29. Januar 1965 in Trier) ist ein deutscher Informatiker und Universitätsprofessor für Wirtschaftsinformatik und Künstliche Intelligenz an der Universität Trier sowie Leiter eine Forschungsgruppe für Erfahrungsbasierte Lernende Systeme am Deutschen Forschungszentrum für Künstliche Intelligenz (DFKI) an der DFKI-Außenstelle Trier.

## Leben
Ralph Bergmann studierte von 1984 bis 1990 an der Universität Kaiserslautern Informatik mit Nebenfach Elektrotechnik. Von 1990 bis 1992 war er wissenschaftlicher Mitarbeiter am DFKI Kaiserslautern und von 1992 bis 1997 wissenschaftlicher Mitarbeiter im Fachbereich Informatik der Universität Kaiserslautern in der Arbeitsgruppe Künstliche Intelligenz / Wissensbasierte Systeme (Michael M. Richter). Im Jahr 1996 promovierte er mit einer Dissertation zum Thema „Effizientes Problemlösen durch flexible Wiederverwendung von Fällen auf verschiedenen Abstraktionsebenen“. Von 1997 bis 2001 war er wissenschaftlicher Assistent im Fachbereich Informatik der Universität Kaiserslautern und habilitierte sich 2001 im Fach Informatik zum Thema „Experience Management: Foundations, Development Methodology, and Internet-Based Applications“.
Im Jahr 2001 folgte er einem Ruf auf eine Professur für Angewandte Informatik und Informationstechnologie an der Universität Hildesheim. Im Jahr 2004 wurde er zum Universitätsprofessur für Wirtschaftsinformatik an die Universität Trier berufen und leitet dort eine Forschungsgruppe zum Thema Künstliche Intelligenz und Intelligente Informationssysteme. Nach Ablehnung eines Rufs an die Universität Osnabrück im Jahre 2018 wurde seine Professur zur W3-Professur hochgestuft. Damit verbunden war ebenfalls die Gründung der DFKI-Außenstelle an der Universität Trier, die 2020 erfolgte. Seit 2020 ist er Leiter einer Forschungsgruppe zum Thema Erfahrungsbasierte Lernende Systeme am DFKI.
Ralph Bergmann hat zahlreiche nationale und internationale wissenschaftliche Konferenzen organisiert und geleitet. Er ist regelmäßig als Gutachter für wissenschaftliche Förderorganisationen tätig und seit 2010 Mitglied im Rat für Technologie des Landes Rheinland-Pfalz. Er ist Autor von mehr als 300 wissenschaftlichen Publikationen, darunter 4 Bücher und 16 herausgegebene Tagungsbände. Mehrere seiner wissenschaftlichen Publikationen wurden mit Preisen und Auszeichnungen gewürdigt.

## Wissenschaftliches Wirken in Forschung und Lehre
Das wissenschaftliche Wirken von Ralph Bergmann liegt seit Beginn seiner wissenschaftlichen Tätigkeit im Bereich der Künstlichen Intelligenz. Ein Schwerpunkt seiner Forschung ist das Fallbasierten Schließen. In diesem Kontext hat er Beiträge zu Fragen der Wissensrepräsentation, den Grundlagen von Ähnlichkeit, des Maschinellen Lernens sowie der Nutzung des Fallbasierten Schließens für verschiedene Formen des Problemlösens geleistet, wie bspw. Diagnose, Konfiguration und Planung. Mit dem Forschungsschwerpunkt Erfahrungsbasierte Lernende Systeme verfolgt er die Entwicklung hybrider KI-Systeme, die datenorientierte KI-Methoden (Maschinelles Lernen und Fallbasiertes Schließen) mit semantischen Technologien (Ontologien und Wissensgraphen) verbinden. Die Anwendungsfelder, in denen er KI-Technologien erforscht, umfassen Wissensmanagement, Industrie 4.0 cyber-physische Systeme, Bauwesen, Krisenmanagement, Service, Medizin, Kochen und Rezepturerstellungen und politische Argumentation.
Ralph Bergmann ist an der Universität Trier in der Lehre in den Bachelor- und Masterstudiengängen Informatik, Wirtschaftsinformatik und Data Science tätig. Er bietet regelmäßige Lehrveranstaltungen zu den Themen Grundlagen der Künstlichen Intelligenz, Maschinelles Lernen, Semantische Technologien, Erfahrungsbasierte Systeme, Data-Mining, Digitale Geschäftsprozesse und Entscheidungen an.

## Publikationen (Auswahl)
- Effizientes Problemlösen durch flexible Wiederverwendung von Fällen auf verschiedenen Abstraktionsebenen. Infix, Sankt Augustin 1997, ISBN 3-89601-138-3.
- Integrating Abstraction, Explanation-based Learning from Multiple Examples, and Hierarchical Clustering with a Performance Component for Planning. Technische Universität Kaiserslautern, Kaiserslautern 1999 (englisch, uni-kl.de).
- Knowledge Acquisition by Generating Skeletal Plans from Real World Cases. Technische Universität Kaiserslautern, Kaiserslautern 1999 (englisch, uni-kl.de).
- Experience Management: Foundations, Development Methodology, and Internet-Based Applications. In: Lecture Notes in Artificial Intelligence 2432. Springer, Berlin 2002, ISBN 978-3-540-44191-5.
- mit Mirjam Minor, Kerstin Bach, Klaus-Dieter Althoff & Héctor Muñoz-Avila: Fallbasiertes Schließen. In Görz, Schmid, Braun (Hrsg.): Handbuch der Künstlichen Intelligenz. 6. Auflage, De Gruyter Oldenburg, 2021.
- mit Yolanda Gil: Similarity Assessment and Efficient Retrieval of Semantic Workfows. In: Information Systems. 40, 115–127, 2014.
- mit Klaus-Dieter Althoff, Sean Breen, Michel Manago, Ralph Traphöner & Stefan Wess: Developing industrial case-based reasoning applications: The INRECA methodology. 2. überarbeitete Auflage. Lecture Notes in Artificial Intelligence 1612, Springer Verlag, Berlin 2003
- mit Wolfgang Wilke: Building and refining abstract planning cases by change of representation language. In: Journal of AI Research, 53–118. 1995.